# Bombardierung von Cherbourg
Die Bombardierung von Cherbourg war ein gemeinsames Marineunternehmen der US-Marine und der britischen Marine während der alliierten Invasion in der Normandie. Die Angriffe fanden am 25. Juni 1944 statt und dienten als Feuerunterstützung für alliierte Truppen in der Schlacht um Cherbourg. Cherbourg war entscheidend für die Nachschubversorgung der alliierten Truppen und bot einen direkten Zugang zum Ärmelkanal, was sie zu einem idealen Ausgangspunkt für weitere militärische Operationen in Europa machte. Die Bombardierung hatte nur geringen Erfolg. Dennoch konnte Cherbourg von den alliierten Truppen eingenommen werden.

## Hintergrund
Nach der erfolgreichen Landung der Alliierten am 6. Juni erfolgte die Versorgung größtenteils über Mulberry-Häfen. Um einen vor dem rauen Wetter gesicherten Hafen zu erhalten, planten die Alliierten die Eroberung von Cherbourg. Ab dem 18. Juni wurde die Halbinsel Cotentin von den Alliierten abgeriegelt, aber die deutsche Linie wurde stabilisiert und der amerikanische Vormarsch kam zum Stillstand. Hitler glaubte, dass die alliierte Invasion ohne Cherbourg scheitern würde, und gab Generalleutnant Karl-Wilhelm von Schlieben den Befehl, die Stadt uneinnehmbar zu machen und ihr den Status einer „Festung“ zu verleihen.
Die Deutschen hatten in und um Cherbourg in zwanzig kasemattierten Batterien Küstengeschütze aufgestellt. Etwa fünfzehn 150-mm- und drei 280-mm-Kanonen. Darüber hinaus gab es viele 75- und 88-mm-Geschütze, von denen einige landeinwärts auf die vorrückende Infanterie ausgerichtet werden konnten. Zur Unterstützung des Angriffs begann Konteradmiral Morton Deyo am 15. Juni mit der Ausarbeitung eines Plans für die Bombardierung durch die Marine. Am Mittag des 24. Juni traf Admiral Alan G. Kirk mit General Omar N. Bradley zusammen, um die Durchführung der Feuerunterstützung zu besprechen. Angesichts des geringen Abschnitts der Halbinsel, der von den deutschen Truppen besetzt war, legten sie fest, dass das Bombardement am Mittag des nächsten Tages beginnen sollte. Außerdem einigten sie sich darauf, dass der Beschuss nur 90 Minuten dauern durfte und die Ziele von der Armee bestimmt werden mussten.

## Combined Task Force
Zur Unterstützung des alliierten Vormarsches auf die Halbinsel Cotentin und des geplanten Angriffs auf die deutschen Befestigungen wurde am 25. Juni 1944 die Task Group 129 unter dem Kommando von Konteradmiral Morton Deyo, USN, aufgestellt. Der Einsatzverband wurde in zwei Kampfgruppen aufgeteilt. Kampfgruppe 1 (Konteradmiral Deyo), bestehend aus dem Schlachtschiff USS Nevada, den Kreuzern USS Tuscaloosa, USS Quincy, HMS Glasgow und HMS Enterprise sowie den Zerstörern USS Ellyson, USS Hambleton, USS Rodman, USS Emmons, USS Murphy und USS Gherardi, sollte Cherbourg und die inneren Hafenbefestigungen angreifen. Kampfgruppe 2 (Konteradmiral Bryant), bestehend aus den Schlachtschiffen USS Texas und USS Arkansas sowie den Zerstörern USS Barton, USS O’Brien, USS Laffey, USS Hobson und USS Plunkett, sollte die Batterie Hamburg in der Nähe von Fermanville  9,7 km östlich von Cherbourg zerstören. Um den Weg zur Küste freizumachen, wurden die US Minesweeping Squadron 7 und die britische 9th Minesweeping Flotilla damit beauftragt, die vor ihnen liegenden Fahrrinnen von Minen zu säubern. Luftunterstützung wurde durch die IX Army Air Force (General Elwood Richard Quesada) gewährleistet.

## Bombardierung
Um 09:40 Uhr sichtete Kampfgruppe 1 etwa 24 km nördlich von Cherbourg Land. Sie erreichten die seewärtigen Einsatzgebiete, ohne beschossen zu werden oder einen Feuerbefehl zu erhalten. Gegen 12.20 Uhr eröffnete die deutsche Artillerie das Feuer aus einer Entfernung von 15.000 Metern. Mehrere Minenräumboote erhielten Beinahetreffer. Vier britische Fairmile C-Motor-Kanonenboote begannen, eine Rauchwand für die sich nähernden Minenräumboote zu bilden. Die Kreuzer Glasgow und die Enterprise begannen, das Feuer auf die deutschen Batterien zu erwidern, die auf die Minenräumboote schossen. Gegen 12:30 Uhr beorderte Deyo die Minenräumboote zurück.
Das Feuergefecht zwischen den Kreuzern und der deutschen Artillerie dauerte noch eine halbe Stunde lang an. Um 12.51 Uhr schlug eine 150-mm-Granate in den Backbordhangar der Glasgow ein, und vier Minuten später explodierte eine weitere Granate in den hinteren Aufbauten. Das Schiff drehte schnell ab, erhöhte die Geschwindigkeit und stellte das Feuer ein. Nachdem er sich vergewissert hatte, dass der Antrieb nicht beschädigt war, erhielt Kapitän Clarke die Erlaubnis, den Kampf wieder aufzunehmen. Um 14.40 Uhr war die deutsche Batterie zerstört.
Kampfgruppe 2 brach um 03:30 Uhr von Portland aus auf. Das erste Zielgebiet wurde gegen 09:50 Uhr, nachdem das Gebiet von Minenräumern geräumt worden war, erreicht. Spitfires der VCS-7 führten Aufklärungsflüge durch und meldeten, dass in Gatteville und südöstlich von Angoville keine Aktivitäten zu verzeichnen waren. Zur gleichen Zeit hatten der Kommandeur des VII. Korps, Generalmajor J. Lawton Collins, und Generalleutnant Omar Bradley den Feuerunterstützungseinsatz der Flotte erneut diskutiert. Aufgrund des Zusammenbruchs der deutschen Verteidigung bestand die Möglichkeit weiter vorzurücken; Teile des 22. Infanterie-Regiments waren bis östlich von Bretteville und unmittelbar südlich der Batterie Hamburg vorgerückt. Daher war zu befürchten, dass das Geschützfeuer die vorrückenden Truppen treffen könnte. Infolge dieser Entscheidung wurde Admiral Bryant um 10.00 Uhr angewiesen, sich zu Bombardierungsgebiet 3 zu begeben das bis zum Mittag unter einer Rauchwand erreicht wurde. Dem der Arkansas zugewiesene Feuerleitstand (SFCP shore fire control party) forderte kurz nach Mittag Feuer gegen die Batterie Hamburg an. Um 12.08 Uhr eröffnete die Arkansas das Feuer mit ihren 304-mm-Geschützen aus einer Entfernung von 9 km. Etwa eine halbe Stunde lang feuerte das Schiff 16 panzerbrechende Geschosse ab und erzielte dabei zwei mögliche Treffer. Als um 12.30 Uhr das deutsche Radar die sich nähernden Kriegsschiffe entdeckt hatte, erwiderte Batterie Hamburg das Feuer.
Die Texas konnte zunächst keine Verbindung zu ihrem Feuerleitstand an Land herstellen, erhielt jedoch zwischen 12.31 Uhr und 12.35 Uhr vier Beinahetreffer. Die Minensuchboote als auch die Zerstörer wurden getroffen oder erhielten Beinahetreffer. Um 12.45 Uhr stellte die Texas Kontakt zu ihrem SFCP her und begann daraufhin, Batterie Hamburg zu beschießen. Um 12.48 Uhr, als die amerikanischen Geschützblitze durch den Rauch von den vorderen Beobachtungsposten gesehen werden konnten, feuerte Batterie Hamburg erneut auf die Texas. Um 13.04 Uhr gab Bryant Befehl, die Distanz zu den deutschen Geschützen zu erhöhen.
Die Nevada erhielt um 12.12 Uhr die erste Anforderung für Feuerunterstützung auf ein Ziel etwa 4 km südwestlich von Querqueville. Nachdem sie mehr als achtzehn 365-mm-Granaten abgefeuert hatte, feuerte sie auf ein neues Ziel zwischen Querqueville und La Riviere, wobei sie Flugzeuge zur Ortung einsetzte. Um 15.25 Uhr stellte die Nevada das Feuer ein. Die Tuscaloosa feuerte auf verschiedene Ziele und konnte um 13.15 Uhr einen Treffer 1,5 km westlich von Querqueville erzielen. Um 12.07 Uhr meldete der Zerstörer Ellyson in der Nähe von Gruchy am westlichen Horn der Halbinsel Cotentin Geschützfeuer. Nachdem die Glasgow das Ziel durch Flugzeugbeobachter identifiziert hatte, eröffnete sie um 13.11 Uhr das Feuer und setzte die Geschütze, nachdem sie 54 Granaten verschossen hatte, außer Gefecht. Zur gleichen Zeit beschoss der Zerstörer Emmons das Fort de l'Est, einen Punkt auf einem der Wellenbrecher des Hafens. Um 13.08 Uhr eröffnete eine Küstenbatterie, die sie nicht lokalisieren konnte, das Feuer auf sie, woraufhin sie sich unter einer Rauchwand zurückzog.
Kurz darauf wurde die Texas von einer deutschen 280-mm-Granate getroffen, die die Oberseite des gepanzerten Kommandoturms traf. Die Granate durchdrang die Panzerung nicht, explodierte jedoch und riss ein Loch in den Boden des Ruderhauses. Der Steuermann wurde getötet, und elf weitere Seeleute verletzt. Der Kapitän, Charles Adams Baker, befand sich außerhalb des Ruderhauses, und entkam der Explosion unverletzt. Kurz darauf wurde der Befehl gegeben, die Brücke zu verlassen und
Admiral Bryant befahl seinen Schiffen, die Entfernung auf 16 km zu erhöhen. Gegen 13.40 Uhr stellten die Deutschen das Feuer vorübergehend ein. Die Texas und die Arkansas, setzten den Beschuss auf die deutsche Batterie fort und erzielten einen Treffer auf eines der 280-mm-Geschütze, jedoch ohne Wirkung. Um 14.16 Uhr feuerte eine nicht identifizierte deutsche Batterie auf die Schiffe und um 14.44 Uhr erneut Batterie Hamburg, was zu mehreren Beinahe-Treffern führte. Am Nachmittag war die deutsche Verteidigung schließlich zusammengebrochen, und es wurde keine weitere Feuerunterstützung benötigt. Um 15.00 Uhr gab Konteradmiral Deyo nach Rückmeldung mit Generalmajor Collins Befehl zum Rückzug.

## Nachwirkungen
Für den 25. Juni gibt es keine detaillierten deutschen Aufzeichnungen über Schäden an der Batterie Hamburg. Es ist jedoch möglich, dass einige der Bunker oder Sekundärgeschütze getroffen wurden. Trotz wiederholter Berichte über Treffer von Aufklärungsflugzeugen gibt es keinen Hinweis darauf, dass nichts bis auf einen direkten Treffer die Geschütze hätte ausschalten können. Ein Treffer auf die Kasematte selbst hätte die Geschützbesatzung daran hindern können, sie zu bedienen, nicht aber die Geschütze außer Gefecht setzen können. Der Grund dafür ist, dass sich Schiffsgeschütze im Vergleich zu landgestützter Artillerie auf einer beweglichen Plattform befinden und selbst kleine Bewegungen die Genauigkeit der Geschütze drastisch verringern. Am 25. Juni waren die Schiffe gezwungen, dem Beschuss der Deutschen auszuweichen, was direkte Treffer auf die Batterie Hamburg noch unwahrscheinlicher machte. Auch durch die Konstruktion der Geschützkasematen wurde die Unwirksamkeit noch verstärkt. Frühere Gefechte wie Operation Corkscrew hatten gezeigt, dass Schiffe die Küstengeschütze kaum treffen konnten, aber in der Lage waren, die Kommunikation zwischen ihren Feuerleitständen und die Versorgung mit Munition zu unterbrechen. Die Batterie Hamburg war jedoch von schwerem Bombardement verschont worden, so dass die Kommunikationskabel zwischen Feuerleitstand und Geschützen intakt blieben. Darüber hinaus waren die Leitungen gepanzert und befanden sich in 2 m Tiefe. Durch die großen Kasematten konnte ein großer Munitionsvorrat bei den Geschützen gelagert werden. Das sorgte dafür, dass die Munitionsversorgung nur in geringem Maße gestört wurde.